# Răjana, Sofia
Răjana (în bulgară Ръжана) este un sat în comuna Ihtiman, regiunea Sofia,  Bulgaria. 

## Demografie
Componența etnică a satului Răjana
     Bulgari (100%)
     Nicio identificare (0%)
     Altele (0%)
La recensământul din 2011, populația satului Răjana era de 5 locuitori. Din punct de vedere etnic, toți locuitorii erau bulgari.